# Liste des épisodes de Hawaii 5-0

Cet article présente la liste des épisodes de la série télévisée américaine Hawaii 5-0.

## Première saison (2010-2011)
1. Aloha (Pilot)
2. Ohana (Ohana)
3. Malama Ka Aina (Malama Ka Aina)
4. Lanakila (Lanakila)
5. Nalowale (Nalowale)
6. Ko'olauloa (Ko'olauloa)
7. Ho’Apono (Ho'apono)
8. Mana’o (Mana'o)
9. Po'ipu (Po'ipu)
10. Heihei (Heihei)
11. Palekaiko (Palekaikaea)
12. Hana 'a'a Makehewa (Hana 'a'a Makehewa)
13. Ke Kinohi (Ke Kinohi)
14. He Kane Hewa'ole (He Kane Hewa'ole)
15. Kai e’e (Kai e’e)
16. E Malama (E Malama)
17. Powa Maka Moana (Powa Maka Moana)
18. Loa Aloha (Loa Aloha)
19. Na Me'e Laua Na Paio (Ne Me'e Laua Na Paio)
20. Ma Ke Kahakai (Ma Ke Kahakai)
21. Ho'opa'i (Ho'opa'i)
22. Ho'ohuli Na'au (Ho'ohuli Na'au)
23. Ua Hiki Mai Kapalena Pau (Ua Hiki Mai Kapalena Pau)
24. Oia’i'o (Oia’i'o)

## Deuxième saison (2011-2012)
Le 18 mai 2011, la série a été renouvelée pour une deuxième saison diffusée depuis le 19 septembre 2011.
1. Incassable (Haʻiʻole)
2. Pris (Ua Lawe Wale)
3. Le héros (Kameʻe)
4. Trésor (Mea Makamae)
5. Propre (Maʻemaʻe)
6. Le juste combat (Ka Hakaka Maikai) petit crossover avec NCIS : Los Angeles avec l'introduction du personnage Kensi Blye interprété par Daniela Ruah.
7. Ossements sacrés (Ka Iwi Kapu)
8. Guérison (Lapaʻau)
9. Identité (Ike Maka)
10. Trompeur (KiʻIlua)
11. Pris au piège (Pahele)
12. Disparu (Alaheo Pauʻole)
13. Le fix (Ka HoʻOponopono)
14. Le paquet (Puʻolo)
15. Le fantôme du passé (Mai Ka Wa Kahico)
16. Règlement de comptes (I Helu Pu)
17. Défenseur (Kupale)
18. Radio (Lekio)
19. Foie (Kalele)
20. Abandonné (Haʻalele)
21. L'ombre de la mort (Pa Make Loa) 1re Partie crossover avec NCIS : Los Angeles qui se termine dans l'épisode 21 de la saison 3 de cette dernière. Même titre
22. Pris (Ua Hopu)
23. Un décès dans la famille (Ua Hala)

## Troisième saison (2012-2013)
Le 14 mars 2012, la série a été renouvelée pour une troisième saison de 24 épisodes diffusée depuis le 24 septembre 2012.
1. La Fête des mères (La O Na Makuahine)
2. Doute (Kanalua)
3. À la dérive (Lana I Ka Moana)
4. Malchance (Popilikia)
5. L'Offre (Mohai)
6. Dans l'ancien temps (I Ka Wa Mamua)
7. Le Secret (Ohuna)
8. Femme diabolique (Wahineʻinoloa)
9. Death Wish (Haʻawe Make Loa)
10. La clef des champs (Huakaʻi Kula)
11. Le Gardien (Kahu)
12. Interdit (Kapu)
13. Condamnation à mort (Olelo HoʻOpaʻI Make)
14. Scandale (Hana I WaʻIa)
15. La Cible / Le Crochet (Hookman)
16. Guerrier (Kekoa)
17. Le Match (Paʻani)
18. Poupées (Na Ki'i)
19. Ami privilégié (Hoa Pili)
20. La Promise (Olelo Pa'a)
21. À la recherche de l'âme sœur (Imi loko ka 'uhane)
22. La Victime (Ho'opio)
23. Affaires de famille (He welo 'oihana)
24. Au revoir, et prends garde à toi (Aloha, Malama Pono)

## Quatrième saison (2013-2014)
Le 27 mars 2013, la série a été renouvelée pour une quatrième saison diffusée les vendredis à 21 h depuis le 27 septembre 2013.
1. Aimons-nous les uns les autres (Aloha ke kahi I ke kahi)
2. Comme un poisson hors de l'eau (A' ale Ma'a Wau)
3. La vérité cache la vérité (Ka 'oia'i'o ma loko)
4. À partir de ce jour (A ia la aku)
5. Le Héros déchu (Kupu'eu)
6. Brisé (Kupouli 'la)
7. Dans les profondeurs (Ua Nalohia)
8. Partenaires hésitants (Akanahe)
9. Joyeuse Thanksgiving (Hau’oli La Ho’omaika’i)
10. Honore ton Père (Ho’onani Makuakane)
11. Souvenir (Pukana)
12. En temps (O kela me keia manawa)
13. La Faveur (Hana Lokomaika’i)
14. Les Péchés de nos pères (Na hala a ka makua)
15. Secrets enfouis (Pale 'la)
16. Feu dans le ciel (Hoku welowelo)
17. Sous la surface (Ma lalo o ka 'ili)
18. Réuni (Ho'i Hou)
19. Frères de sang (Ku I Ka Pili Koko)
20. Ceux parmi nous (Pe'epe'e Kanaka)
21. Bon vent et bonne mer (Makani 'olu a holo malie)
22. La Famille d'abord (O ka Pili'Ohana ka 'Oi)

## Cinquième saison (2014-2015)
Le 13 mars 2014, CBS a renouvelé la série pour une cinquième saison diffusée depuis le 26 septembre 2014 sur CBS, aux États-Unis.
1. Nulle part où se cacher (A'ohe Kahi e Pe'e Ai)
2. L'Homme de la famille (Ka Makuakane)
3. La Dernière Pause (Kanalu Hope Loa)
4. Le Peintre (Ka No'eau)
5. Héritage (Ho' oilina)
6. Démasqué (Ho'oma'ike)
7. Si peut-être (Ina Paha)
8. Travail d'intérieur (Ka Hana Malu)
9. Longshot (Ke Koho Mamao Aku)
10. Rêves brisés (Wawahi moe'uhane)
11. Volé (Ua 'aihue)
12. Pas oublié (Poina 'Ole)
13. Le Jour du jugement dernier (La Po'ino)
14. Black-Out (Powehiwehi)
15. Chercher la vérité (E 'Imi Pono)
16. La Braise (Nanahu)
17. Surveillance (Kuka'awale)
18. Justice pour tous (Pono Kaulike)
19. Rasage de près (Kahania)
20. Instinct (Ike Hanau)
21. L'étoile est tombée (Ua hele'i ka hoku)
22. La Chasse d'hier (Ho'amoano)
23. Partage des traditions (Mo'o 'olelo Pu)
24. La Proie (Luapo'i)
25. Jusqu'à notre mort (A Make Kaua)

## Sixième saison (2015-2016)
Le 11 mai 2015, CBS a renouvelé la série pour une sixième saison diffusée depuis le 25 septembre 2015 sur CBS, aux États-Unis.
1. Mai ho`oni i ka wai lana mâlie
2. Lehu a Lehu
3. Ua 'o'oloku ke anu i na mauna
4. Ka Papahana Holo Pono
5. Ka 'alapahi nui
6. Na Pilikua Nui
7. Na Kama Hele
8. Piko Pau 'iole
9. Hana Keaka
10. Ka Makau Kaa Kaua
11. Kuleana
12. Ua Ola Loko I Ke Aloha
13. Umia Ka Hanu
14. Hoa 'inea
15. Ke Koa Lokomaika'i
16. Ka Pohaku Kihi Pa'a
17. WaiWai
18. Kanaka Hahai
19. Malama Ka Po'e
20. Ka Haunaele
21. Ka Pono Ku'oko'a
22. I 'ike Ka Ao
23. Pilina Koko
24. Pa'a ka 'ipuka i ka 'upena nananana
25. O Ke Ali'l Wale No Ka'u Makemake

## Septième saison (2016-2017)
Le 25 mars 2016, la série a été renouvelée pour une septième saison, diffusée à partir du 23 septembre 2016 sur CBS, aux États-Unis.
1. Makaukau 'ce e Pa'ani?
2. No ke ali'i wahine a me ka 'aina
3. He Moho Hou
4. Hu a'e ke ahi lanakila a Kamaile
5. Ke Ku 'Ana
6. Ka Hale Ho'okauweli
7. Ka Makuahine A Me Ke Keikikane
8. Hana Komo Pae
9. Elua la ma Nowemapa
10. Ka Luhi
11. Ka’ili aku
12. Ka 'aelike
13. Ua Ho'i Ka 'Opua I Awalua
14. Ka laina ma ke one
15. Ka Pa'ani Nui
16. Poniu I Ke Aloha
17. Hahai i na pilikua nui
18. E Malama Pono
19. Puka 'ana
20. Huikau nā makau a nā lawai'a
21. Ua malo'o ka wai
22. Waimaka 'ele'ele
23. Wehe 'ana
24. He ke'u na ka 'alae a Hin
25. Ua Mau Ke Ea O Ka Aina I Ka Pono

## Huitième saison (2017-2018)
Le 23 mars 2017, la série est renouvelée pour une huitième saison, diffusée depuis le 29 septembre 2017 sur CBS, aux États-Unis.
1. A'ole e 'olelo mai ana ke ahi ua ana ia
2. Na La 'Ilio
3. Kau pahi, ko'u kua. Kau pu, ko'u po'o
4. E uhi wale no 'a'ole e nalo, he imu puhi
5. Kama'oma'o, ka 'aina huli hana
6. Mohala I Ka Wai Ka Maka O Ka Pua
7. Kau Ka ‘Onohi Ali’i I Luna
8. He Kaha Lu'u Ke Ala, Mai Ho'okolo Aku
9. Make Me Kai
10. I Ka Wa Ma Mua, I Ka Wa Ma Hope
11. Oni Kalalea Ke Ku A Ka La'au Loa
12. Ka Hopu Nui 'Ana
13. O Ka Mea Ua Hala, Ua Hala Ia
14. Na Keiki A Kalaihaohia
15. He puko'a kani 'aina
16. O na hoku o ka lani wale no kai 'ike i kahi o Pae
17. Holapu Ke Ahi, Koe Iho Ka Lehu
18. E Ho'Oko Kuleana
19. Aohe Mea Make I Ka Hewa; Make No I Ka Mihi Ole
20. He Lokomaika’I Ka Manu O Kaiona
21. Ahuwale Ka Nane Huna
22. Kopi wale no i ka i'a a 'eu no ka ilo
23. Ka Hana a ka makua, o ka hana no ia a keiki
24. Ka lala kaukonakona haki 'ole I ka pa a ka makani Kona.
25. Waiho wale kahiko

## Neuvième saison (2018-2019)
Le 18 avril 2018, la série est renouvelée pour une neuvième saison, diffusée à partir du 28 septembre 2018 sur CBS.
1. Ka ʻōwili ʻōka’i
2. Ke Kanaka I Ha'ule Mai Ka Lewa Mai
3. Mimiki ke kai, ahuwale ka papa leho
4. A'ohe Kio Pohaku Nalo i Ke Alo Pali
5. A'ohe Mea 'Imi A Ka Maka
6. Aia I Hi'Ikua; I Hi'Ialo
7. Pua A'e La Ka Uwahi O Ka Moe
8. Lele pū nā manu like
9. Mai Ka Po Mai Ka 'oia'i'o
10. Pio ke kukui, po'ele ka hale
11. Hala i ke ala o'i'ole mai
12. Ka hauli o ka mea hewa 'ole, he nalowale koke
13. Ke iho mai nei ko luna
14. Ikiiki i ka la o Keawalua
15. Ho'Opio 'Ia E Ka Noho Ali'I A Ka Ua
16. Hapai ke kuko, hanau ka hewa
17. E'ao lu'au a kualima
18. Ai no i ka 'ape he mane'o no ko ka nuku
19. Pupuhi ka he’e o kai uli
20. Ke ala o ka pu
21. He kama na ka pueo
22. O ke kumu, o ka mana, ho'opuka 'ia
23. Ho'okahi no la o ka malihini
24. Hewa ka lima
25. Hana Mao 'ole ka ua o Waianae

## Dixième saison (2019-2020)
Le 9 mai 2019, la série est renouvelée pour une dixième saison, diffusée depuis le 27 septembre 2019 sur CBS.
1. Ua 'eha ka 'ili i ka maka o ka ihe
2. Kuipeia e ka makani apaa
3. E uhi ana ka wa I hala I na mea I hala
4. Ukuli'i ka pua, onaona i ka mau'u
5. He ‘oi‘o kuhihewa; he kaka ola i ‘ike ‘ia e ka makaula
6. A‘ohe pau ka ‘ike i ka halau ho‘okahi
7. Ka 'i'o
8. Ne'e aku, ne'e mai ke one o Punahoa
9. Ka la'au kumu 'ole o Kahilikolo
10. O 'oe, a 'owau, nalo ia mea
11. Ka i ka 'ino, no ka 'ino
12. Ihea 'oe i ka wa a ka ua e loku ana? (début crossover avec Magnum P.I.)
13. Loa‘a pono ka ‘iole i ka punana
14. I ho'olulu, ho'ohulei 'ia e ka makani
15. He waha kou o ka he'e
16. He kauwa ke kanaka na ke aloha
17. He kohu puahiohio i ka ho‘olele i ka lepo i luna
18. Nalowale i ke ‘ehu o he kai
19. E ho‘i na keiki oki uaua o na pali
20. He puhe‘e miki
21. A 'ohe ia e loa'a aku, he ulua kapapa no ka moana
22. Aloha (finale de la série)